# Gilles Panizzi
Pour les articles homonymes, voir Panizzi.
Gilles Panizzi, né le 19 septembre 1965 à Roquebrune-Cap-Martin (Alpes-Maritimes), est un pilote de rallye français. Auteur de 7 victoires et 14 podiums en championnat du monde des rallyes, ses meilleures places au classement final sont 6e (2002), 7e (2000), 8e (2001) et 10e (2003).

## Biographie
Secondé par son frère Hervé en tant que copilote, il est surnommé « Tarmac Master » ou « Tarmac Expert », comme peuvent en témoigner ses sept victoires en championnat du monde des Rallyes : deux Tours de Corse, trois Rallye Sanremo et deux Rallye de Catalogne (où il effectue en 2002, devant une foule nombreuse, un inattendu 360° devenu célèbre), toutes sur des rallyes totalement ou à forte dominante asphalte. Cependant, il n'a pas eu de véritables chances de prouver ses talents sur d'autres terrains, son écurie de l'époque, Peugeot Sport, préférant aligner un pilote plus spécialisé dans ces rallyes.
Résidant en Principauté de Monaco, il n'a jamais pu briller lors du Rallye Monte-Carlo. Sa première participation en Mondial a eu lieu lors de ce rallye, son épreuve « locale », en 1990, au volant d'une Lancia Delta HF Integrale (16e au classement général, 4e du Groupe N). Il s'y engage en tant que pilote privé en 1999, au volant d'une Subaru Impreza WRC et domine les pilotes officiels lors des deux premières étapes, à la surprise générale, avant de devoir abandonner à la suite d'une sortie de route sur une plaque de glace dans le col de Turini le dernier jour.
Avec Miki Biasion (en 1987, 1988, et 1989), il est le seul pilote à avoir remporté trois fois consécutivement le Rallye Sanremo (en 2000, 2001, et 2002), Didier Auriol ayant obtenu aussi trois victoires, mais sur cinq années.
Sous contrat officiel chez Peugeot Sport de 1993 (après sa victoire en 1992 dans le Volant Peugeot Shell) jusqu'en 2003, il participe au développement des diverses Peugeot engagées en rallyes en Championnat de France et en Championnat du Monde : Peugeot 106 XSI, Peugeot 106 Rallye, Peugeot 306 S16, Peugeot 306 Maxi et Peugeot 206 WRC, qui obtinrent de nombreux succès.
En 2004, il signe comme pilote officiel chez Mitsubishi mais il est confronté au développement d'une nouvelle voiture, qui s'avère peu compétitive, et à une équipe limitée financièrement.
En 2006, après le retrait de Mitsubishi du Championnat du Monde des Rallyes, il pilote une Škoda Auto Fabia WRC de l'écurie privée Red Bull avec laquelle il participe au Rallye Monte-Carlo et au Rallye de Catalogne, mais n'obtient pas de performances satisfaisantes de cette voiture. Gilles Pannizi décide donc de rompre son contrat avec l'équipe Škoda Auto à l'issue du Rallye de Catalogne, ne participant même pas au Tour de Corse.
Avec l'arrivée de l'Intercontinental Rally Challenge destiné aux nouvelles Super 2000, il réintègre Peugeot Sport en tant que pilote développeur de la nouvelle Peugeot 207 S2000. Il lui fait faire ses premiers tours de roues en rallye, en tant qu'ouvreur officiel du Rallye d'Antibes 2006.
Il participe au Rallye Sanremo IRC 2007 au volant d'une Peugeot 207 S2000.
En 2016, il fait un retour en rallye au volant d'une Peugeot 208 T16 R5 lors du 47e Tour auto de la Réunion. Invité par l'équipe Onyx Racing by Enjolras, il termine 2e de l'épreuve avec son copilote Jacques-Julien Renucci. Il participe également au Rallye du Var au volant d'une Peugeot 208 T16 R5, se classant 4e.

## Palmarès

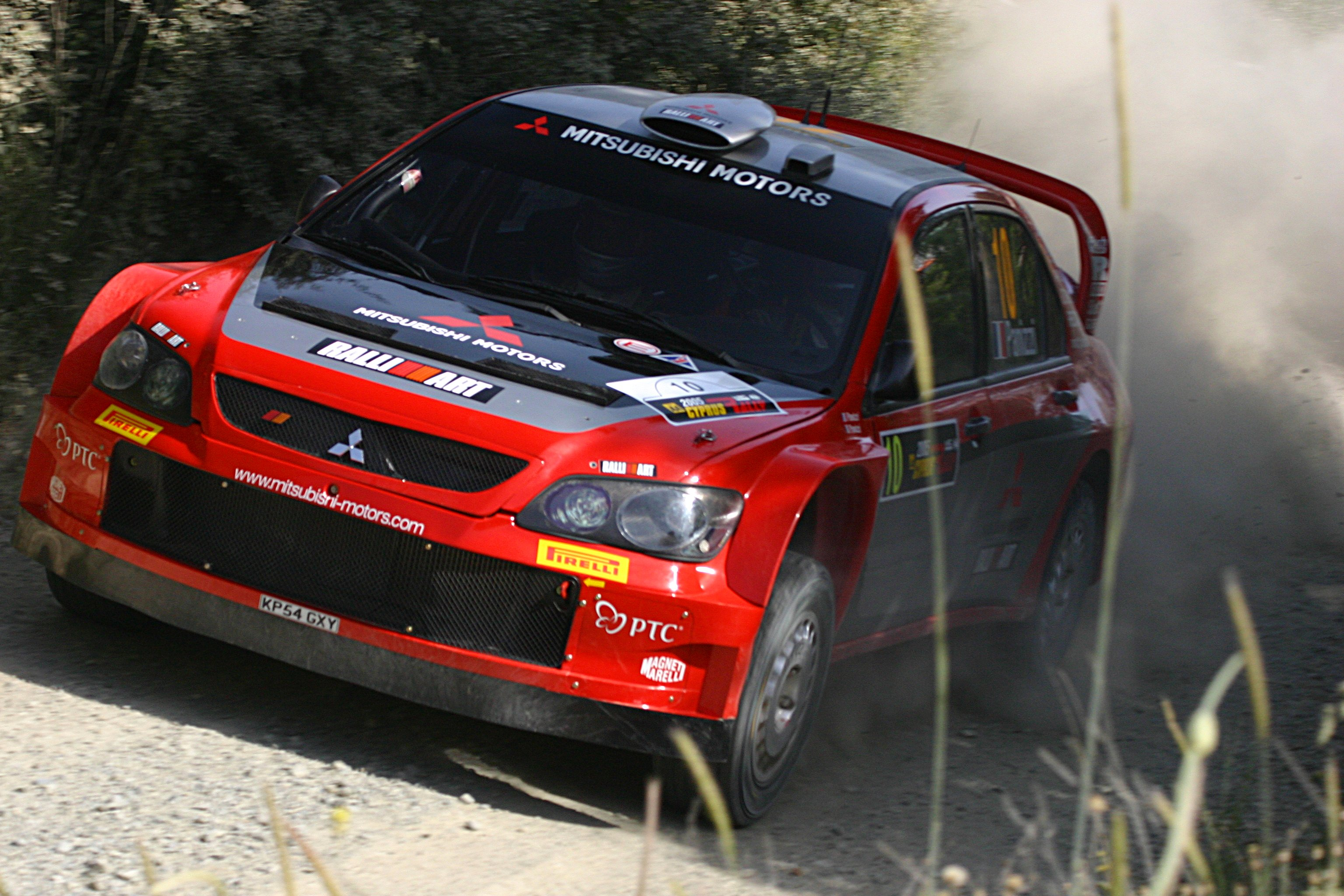
Gilles Panizzi au volant de sa Mitsubishi Lancer Evolution au rallye de Chypre 2005.

- 1987 – Débuts en compétition (Opel Manta GT/E)
- 1988 – Vice-Champion de la Ligue Côte d'Azur (Opel Manta GT/E)
- 1989 – Élu Espoir Échappement (Opel Manta GT/E et Renault 5 GT Turbo)
- 1990 – Première participation en Championnat du Monde (Monte-Carlo - Lancia Delta HF Groupe N)
- 1991 – Volant Peugeot Shell - 2 victoires (Peugeot 309 GTI 16S)
- 1992 – Vainqueur du Volant Peugeot Shell (Peugeot 309 GTI 16S)
- 1992 – Vice-champion de France des Rallyes 2e Division (Peugeot 309 GTI 16S)
- 1993 – Pilote officiel Peugeot Sport (Peugeot 106 XSI) - Membre de l'équipe de France Espoirs Rallye
- 1994 – Peugeot 106 Rallye et développement de la Peugeot 306 S16
- 1995 – Peugeot 306 S16 et développement de la Peugeot 306 Maxi
- 1996 – Champion de France des Rallyes (Peugeot 306 Maxi)
- 1996 - Vainqueur du Rallye Mont-Blanc - Morzine (Championnat d'Europe) (Peugeot 306 Maxi)
- 1997 – Champion de France des Rallyes (Peugeot 306 Maxi)
- 1998 – Vainqueur du Rally El Corte Inglés (Championnat d'Europe) (Peugeot 306 Maxi)
- 1999 – Rallye Monte-Carlo Abandon dans la spéciale 11 alors qu il est à 6eme du rallye (Subaru Impreza WRC) - Débuts de la Peugeot 206 WRC
- 2000 – Peugeot 206 WRC Deux victoires en Championnat du Monde : Tour de Corse[8] et Rallye Sanremo
- 2001 – Peugeot 206 WRC Une victoire en Championnat du Monde : Rallye Sanremo
- 2002 – Peugeot 206 WRC Trois victoires en Championnat du Monde : Tour de Corse, Rallye Sanremo et Rallye de Catalogne[2]
- 2003 – Peugeot 206 WRC Une victoire en Championnat du Monde : Rallye de Catalogne
- 2004 – Pilote officiel Mitsubishi - Développement de la Lancer WRC
- 2005 – Pilote officiel Mitsubishi - À mi-saison, l'équipe jette l'éponge !
- 2006 – Équipe Red-Bull Skoda - Chargé du développement de la Peugeot 207 S2000
- 2007 – Participation au Rallye Sanremo (en Intercontinental Rally Challenge), au volant d'une Peugeot 207 S2000, engagée par Peugeot Italie (Racing Lions).
- 2014 - Participation au Rallye du Maroc Historique (Peugeot 504 V6 Coupé Proto)
- 2016 - Participation au 47e Tour auto de La Réunion Opel Rallye de la Réunion (Peugeot 208 T16)

## Victoires en championnat du monde des rallyes
| # | Saison | Rallye                  | Pays    | Copilote           | Voiture         |
| - | ------ | ----------------------- | ------- | ------------------ | --------------- |
| 1 | 2000   | 44e Tour de Corse       | France  | Hervé Panizzi (nl) | Peugeot 206 WRC |
| 2 | 2000   | 42e Rallye Sanremo      | Italie  | Hervé Panizzi      | Peugeot 206 WRC |
| 3 | 2001   | 43e Rallye Sanremo      | Italie  | Hervé Panizzi      | Peugeot 206 WRC |
| 4 | 2002   | 46e Tour de Corse       | France  | Hervé Panizzi      | Peugeot 206 WRC |
| 5 | 2002   | 38e Rallye de Catalogne | Espagne | Hervé Panizzi      | Peugeot 206 WRC |
| 6 | 2002   | 44e Rallye Sanremo      | Italie  | Hervé Panizzi      | Peugeot 206 WRC |
| 7 | 2003   | 39e Rallye de Catalogne | Espagne | Hervé Panizzi      | Peugeot 206 WRC |

(NB: avec Didier Auriol, il détient le plus grand nombre de victoires françaises au rallye Sanremo (3))

## FIA 2-Litres World Rally Cup
- 6 courses gagnées, 1 en 1996, 2 en 1997 et 3 en 1998

## Course des Champions
- Coupe des Nations:
  - 2000: avec Régis Laconi et Yvan Muller
  - 2003: avec Fonsi Nieto et Cristiano da Matta

## Victoires enchampionnat d'Europe des rallyes
- 1996: 48e Rallye Mont-Blanc Morzine
- 1998: 22e Rally El Corte Inglés (Îles Canaries)

## Victoires enchampionnat de France des rallyes
- 1996: Rallye Lyon-Charbonnières
- 1996: Rallye Alsace-Vosges
- 1996: Ronde Cévenole
- 1996: Rallye du Mont-Blanc
- 1996: Rallye du Limousin
- 1996: Rallye du Touquet
- 1997: Rallye Lyon-Charbonnières
- 1997: Rallye du Rouergue
- 2000: Tour de Corse

## Victoire enchampionnat d'Italie des rallyes
- 2000: 42º Rallye Sanremo - Rallye d'Italia (le Sanremo perd sa classification nationale en 2001)